# نیکتو (پویشگر آسیب‌پذیری)
نیکتو (به انگلیسی: Nikto) یک پویشگر آسیب‌پذیری خط فرمان نرم‌افزار آزاد است که سرورهای وب را برای یافتن پرونده‌های خطرناک /CGI، نرم‌افزارهای سرور منسوخ شده و مشکلات دیگر اسکن و بازرسی می‌کند. بررسی‌های خاص نوع سرور و عمومی را انجام می‌دهد. همچنین هر کوکی دریافت شده را ضبط و چاپ می‌کند. کد نیکتو خود یک نرم‌افزار رایگان است، اما پرونده‌های داده‌ای که برای هدایت برنامه استفاده می‌کند، اینطور نیست. نسخه ۱٫۰۰ در ۲۷ دسامبر ۲۰۰۱ منتشر شد.

## ویژگی‌ها
نیکتو می‌تواند بیش از ۶۷۰۰ پرونده خطرناک را شناسایی کند. نیکتو نسخه‌های قدیمی شده بیش از ۱۲۵۰ سرور را بررسی می‌کند و توانایی بررسی مشکلات خاص را بر روی بیش از ۲۷۰ نسخه سرور را دارد. همچنین موارد مربوط به پیکربندی سرور مانند وجود چندین فایل فهرست و گزینه‌های سرور HTTP را بررسی می‌کند و تلاش می‌کند تا سرورهای وب نصب شده و نرم‌افزار را شناسایی کند. موارد اسکن و افزونه‌ها اغلب به روز می‌شوند و به‌طور خودکار قابل بروزرسانی هستند.

## انواع
انواع متفاوتی از نیکتو وجود دارد که یکی از آنها مک‌نیکتو (MacNikto) است. مک‌نیکتو یک بسته‌بندی اسکریپت پوسته GSI AppleScript است که در اکس‌کد و Interface Builder اپل ساخته شده و تحت مجوز GPL منتشر شده‌است. این برنامه دسترسی آسان به یک زیرمجموعه از ویژگی‌های موجود در نسخه خط فرمان، نصب شده همراه با نرم‌افزار مک‌نیکتو را فراهم می‌کند.